# 俺たちゃライバル
『俺たちゃライバル』（おれたちゃライバル）は、1968年4月4日から同年6月27日までTBS系列局で放送されていたTBS製作のバラエティ番組である。放送時間は毎週木曜 21:00 - 21:30 （日本標準時）。

## 概要
前番組『大バラエティ おれが一番!』と同じく、『植木等ショー』の中断期間中に放送されていた番組。毎回2人または2組のタレントがゲスト出演し、彼らが歌・ダンス・コントなどを披露していた。
番組の終了後、『植木等ショー』の放送が再開された。

## 出演者

### レギュラー
- 水前寺清子
- 中村晃子

### ゲスト
- 青空はるお・あきお
- 犬塚弘
- 世志凡太
- キューティ・Q
- 宍戸錠
- 砂塚秀夫
- てんぷくトリオ
- 由美かおる
- かしまし娘
- なべおさみ
- ザ・タイガース
- 久美かおり
- ほか